# Chanchada
Le terme portugais chanchada désigne un courant cinématographique dans lequel prévaut un humour naïf, burlesque, typique des films brésiliens populaires à partir du début du cinéma parlant dans les années 1930 jusqu'à l'avènement du Cinema Novo dans les années 1950.
Ce courant, souvent méprisé par les critiques mais plebiscité par le public, a évolué de chanchada caipira, des comédies paysannes des années 1930, au chanchada carioca, des comédies musicales carnavalesques se déroulant dans des grands centres urbains, comme Rio de Janeiro. Même si ce type d'humour est à rapprocher d'autres comédies de pays latins et plus particulièrement d'Amérique du Sud, ce courant brésilien a peu à peu développé des caractéristiques propres à la culture nationale, notamment à travers les spécificités de la gouaille populaire et argotiques du Brésil profond, ainsi que des parodies du cinéma hollywoodien.
Ce cinéma simple mais qui relatait de la vie quotidienne des Brésiliens a peu à peu perdu du terrain dans les années 1950 face à l'usure naturelle du genre, au développement de la télévision, à la venue d'un nouveau cinéma plus politisé, mais il reste une des périodes les plus florissantes du cinéma brésilien.